# 3067 Akhmatova
3067 Akhmatova este un asteroid din centura principală, descoperit pe 14 octombrie 1982 de Liudmila Karacikina.